# کربیک لو
کربیک لو (به لاتین: Korbeek-Lo) یک منطقهٔ مسکونی در بلژیک است.